# Grenilles
Grenilles est une localité et une ancienne commune suisse du canton de Fribourg, située dans le district de la Sarine.

## Histoire
Tout d'abord propriété de l'abbaye de Saint-Maurice, le village passe entre les mains de Turimbert, comte d'Ogo en 929. Du XIIe siècle au XIIIe siècle, une famille de Grenille possède la seigneurie homonyme avant que la ville de Fribourg ne la rachète en 1441 ; le village fait alors partie des Anciennes Terres. Par la suite, le village est rattaché au district de Farvagny jusqu'en 1848. Érigé en commune, Grenilles est ensuite intégré au district de la Sarine.
Le 1er janvier 1996, Grenilles fusionne avec ses voisines de Farvagny-le-Grand, Farvagny-le-Petit et Posat pour former la commune de Farvagny. Celle-ci va à son tour fusionner le 1er janvier 2016 avec Corpataux-Magnedens, Le Glèbe, Rossens et Vuisternens-en-Ogoz pour former la nouvelle commune de Gibloux.